# Майор і крихітка (фільм)
«Майор і малятко» (англ. The Major and the Minor) — комедійний фільм 1942 року режисера Біллі Уайлдера з Джинджер Роджерс і Реєм Мілландом в головних ролях.

## Сюжет
Сюзан Епплгейт, цілий рік без особливого успіху шукала роботу в Нью-Йорку та вирішує, нарешті, поїхати додому — в штат Айова. Але у неї не вистачає грошей навіть на квиток. Кажуть, голод змушує краще думати — вона каже, що їй 12 років, щоб купити квиток за півціни. Але контролерів в поїзді не обдуриш. Тоді Сьюзен ховається в купе військовослужбовця майора Філіпа Кірбі. Майор дуже короткозорий і вірить всьому, що вона говорить. Але Сьюзен не зловживає його довірою, а закохується без пам'яті. І вирішує нізащо не залишати коханого. Але у того є наречена, та й Сьюзен він все ще вважає 12-річної «Сю-Сю» …

## Зйомки
Зйомки фільму тривали два місяці — 12 березень 1942 — 9 травня 1942.

## В ролях
- Джинджер Роджерс — «Сю-сю» (Сьюзен Еплгейт)
- Рей Мілланд — майор Філіпп Кірбі
- Ріта Джонсон — Памела Гілл
- Роберт Бенчлі — Альберт Осборн
- Діана Лінн — Люсі Гілл
- Едвард Філдінг — Олівер Слейтер Хілл